# Gersnäs

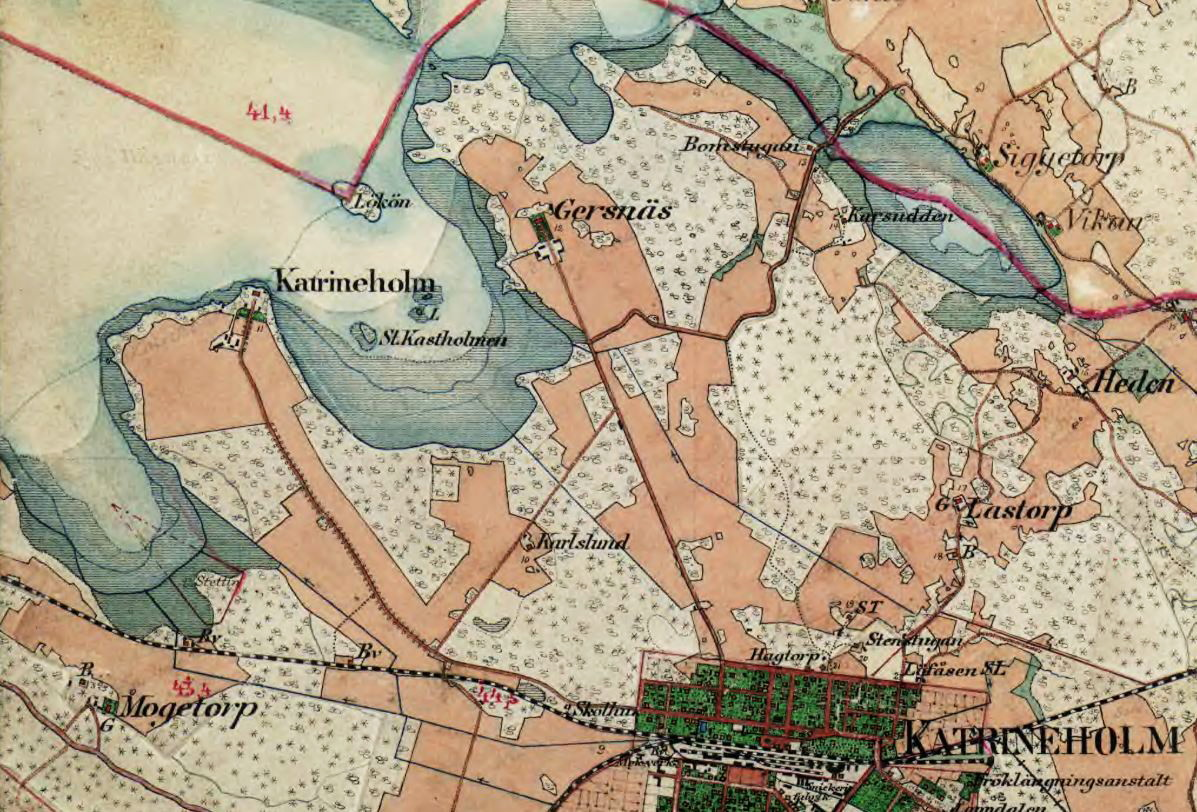
Gersnäs på en 1890-tals karta.

Gersnäs är en bondgård i Katrineholms kommun strax norr om samhället Katrineholm på en udde i sjön Näsnaren.
Från Katrineholm leder en allé genom beteshagar bevuxna med ekar och lindar fram till gården, som tidigare lydde under Ericsberg. Huvudbyggnaden härrör från omkring 1840, bland övriga byggnader märks några ekonomibyggnader och en låg bostadslänga som troligen uppförts omkring 1800.
År 1968 införlivades gårdens mark i Katrineholms stad. Ett av Katrineholms villaområden, beläget på gårdens tidigare ägor strax söder om gården, har fått namn efter herrgården.